# Böde
Böde là một thị trấn thuộc hạt Zala, Hungary. Thị trấn này có diện tích 9,17 km², dân số năm 2010 là 296 người, mật độ 32 người/km².